# Фіалка
Фіа́лка, фія́лка (Viola) — рід квіткових рослин родини фіалкових, що містить від 200—500 видів у всьому світі (докладніше див. Список видів роду фіалка), переважно в помірних широтах Північної Півкулі, але також на Гаваях, в Австралазії та в Андах (Південна Америка). Фіалки зазвичай ростуть у вологих і злегка затінених умовах.

## Морфологія

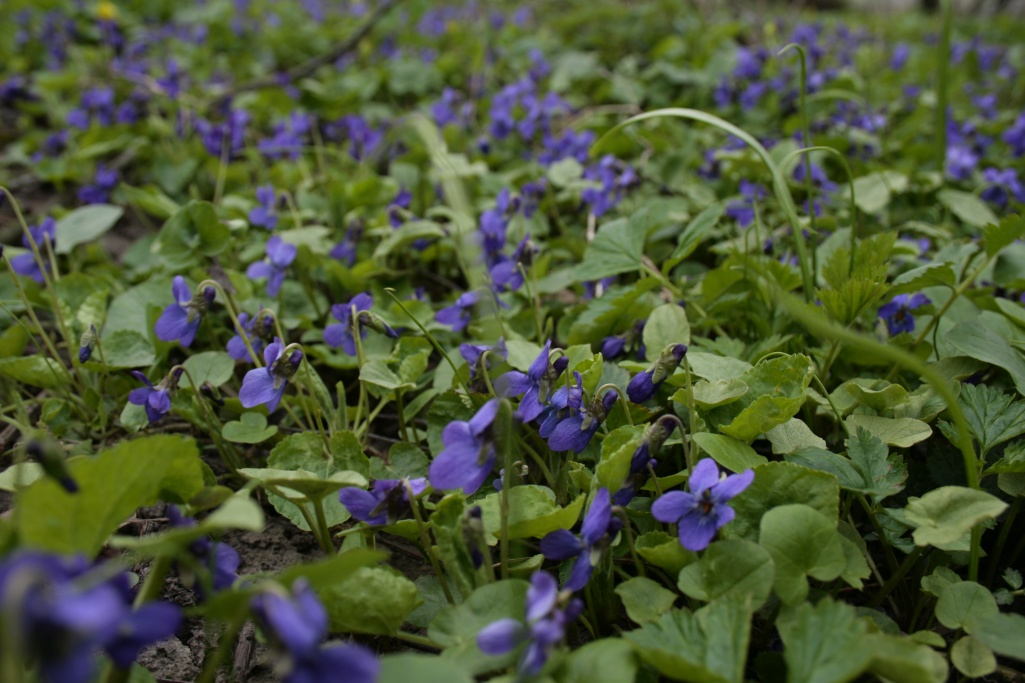
Фіалка лісова

Більшість фіалок — маленькі багаторічні рослини, але деякі — однорічні, а деякі — невеликі кущі. Вони зазвичай мають серцеподібне листя і несиметричні квітки з чотирма віялоподібними пелюстками, дві на кожній стороні, і одну широку нижню пелюстку. Форма пелюсток визначає багато видів, наприклад, деякі фіалки мають «шпори» на кінці кожної пелюстки. Кольори квіток змінюються залежно від виду, багато з них фіолетові (звідси походить її назва), деякі блакитні, деякі жовті, деякі білі або кремові, деякі — двокольорові, часто блакитний і жовтий. Розквіт часто рясний, і трапляється звичайно навесні або улітку.
За виглядом розрізняють такі фіалки: а) каймисті фіалки; б) фантазійні сенполії; в) сенполії-химери; г) класичний тип. За видом пелюсток розрізняють: а) махрові — мають дуже багато додаткових пелюсточок; б) напівмахрові — мають пару додаткових пелюсток.

## Використання
Відомо, що до 1979 р. в Ірані виробляли відоме на той час вино «Курдистан», технологія приготування якого передбачала додавання настою фіалок.
Відома риса деяких фіалок — тонкий аромат квітів; разом з терпенами, головний компонент запаху — кетонна сполука іонон, який тимчасово робить рецептори носа нечутливими, ще перешкоджає подальшому відчуттю запаху квітів.

## В Україні
В Україні зростає приблизно 31 вид фіалок.
1. Viola accrescens
2. Viola alba
3. Viola ambigua
4. Viola arvensis
5. Viola biflora
6. Viola canina
7. Viola collina
8. Viola dacica
9. Viola declinata
10. Viola elatior
11. Viola epipsila
12. Viola hirta
13. Viola hymettia
14. Viola jooi
15. Viola jordanii
16. Viola kitaibeliana
17. Viola mirabilis
18. Viola occulta
19. Viola odorata
20. Viola oreades
21. Viola palustris
22. Viola pumila
23. Viola reichenbachiana
24. Viola riviniana
25. Viola rupestris
26. Viola sieheana
27. Viola stagnina
28. Viola suavis
29. Viola tanaitica
30. Viola tricolor
31. Viola uliginosa

## Вшанування
На честь цього роду рослин названо астероїд 1076 Віола.